# شمعدان الكنيست

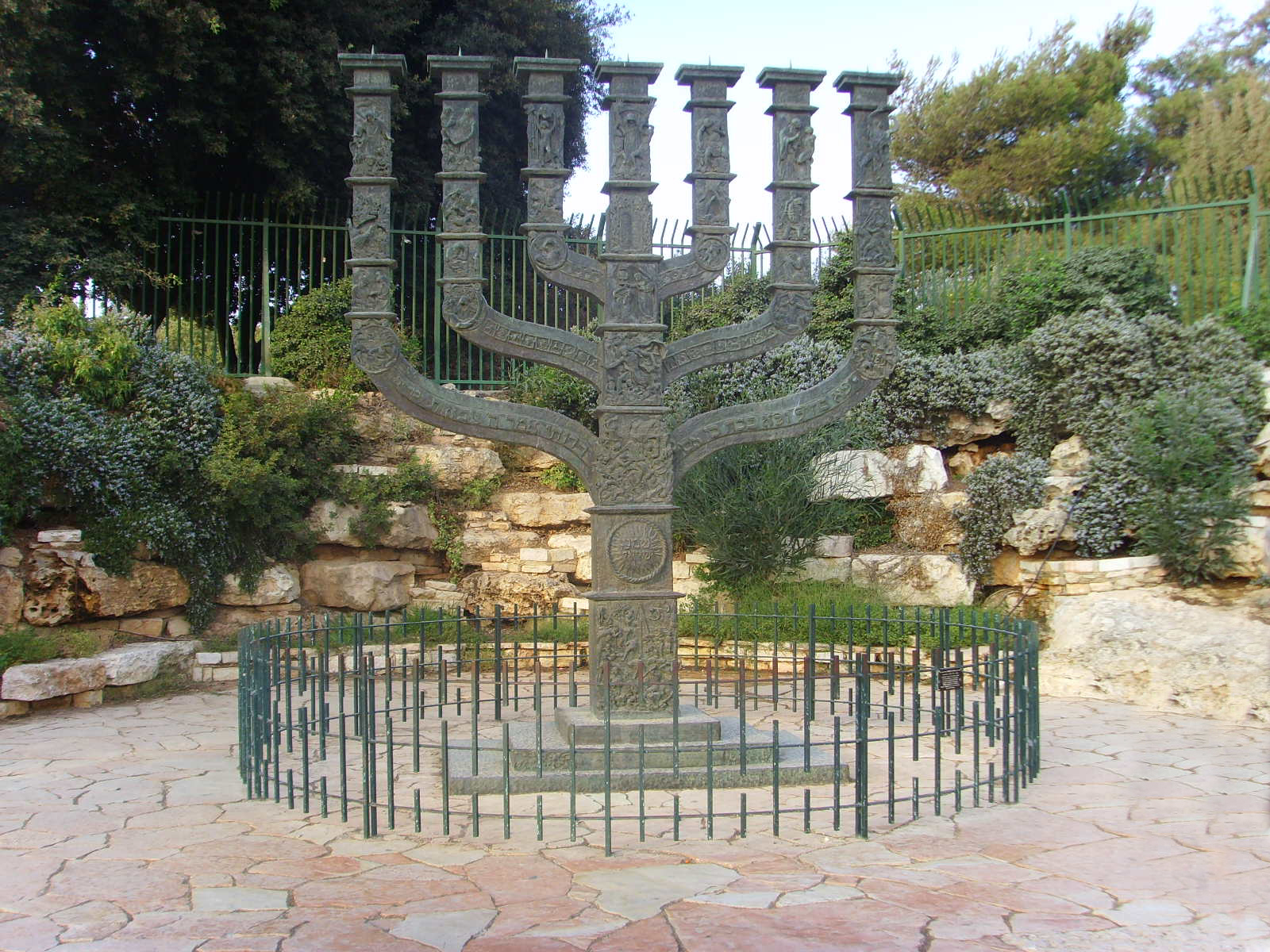
شمعدان الكنيست.

شمعدان الكنيست (بالعبرية: מְנוֹרָת הכְּנֶסֶת مِنورَات هَكْنيسِت) هو تمثال برونزي على شكل شمعدان سباعي قام برلمان المملكة المتحدة بإهدائه للبرلمان الإسرائيلي في 15 أبريل 1956 بمناسبة الذكرى الثامنة لإستقلال إسرائيل. يقع التمثال عند حديقة الورود قُبالة الكنيست في القدس. وهو من تصميم النحات اليهودي بينو إلكان (1877-1960)، الذي فر من مسقط رأسه ألمانيا إلى بريطانيا. يبلغ طول التمثال 4.3 مترًا وعرض 3.5 مترًا ويزن 4 أطنان.
تم تصميمه على غرار الشمعدان الذهبي الذي كان في معبد القدس. وقد نقش عليه سلسلة من النقوش البرونزية التي تصور النضال من أجل البقاء على قيد الحياة للشعب اليهودي، والأحداث التكوينية والصور والمفاهيم من الكتاب المقدس العبري والتاريخ اليهودي. حيث نقشت على ستة فروع وتصور الفترات التاريخية لليهود منذ المنفى من أرض إسرائيل إلى إقامة دولة إسرائيل. وقد وُصف بأنه كتاب توضيحي للتاريخ اليهودي.

## معرض الصور

شمعدان الكنيست
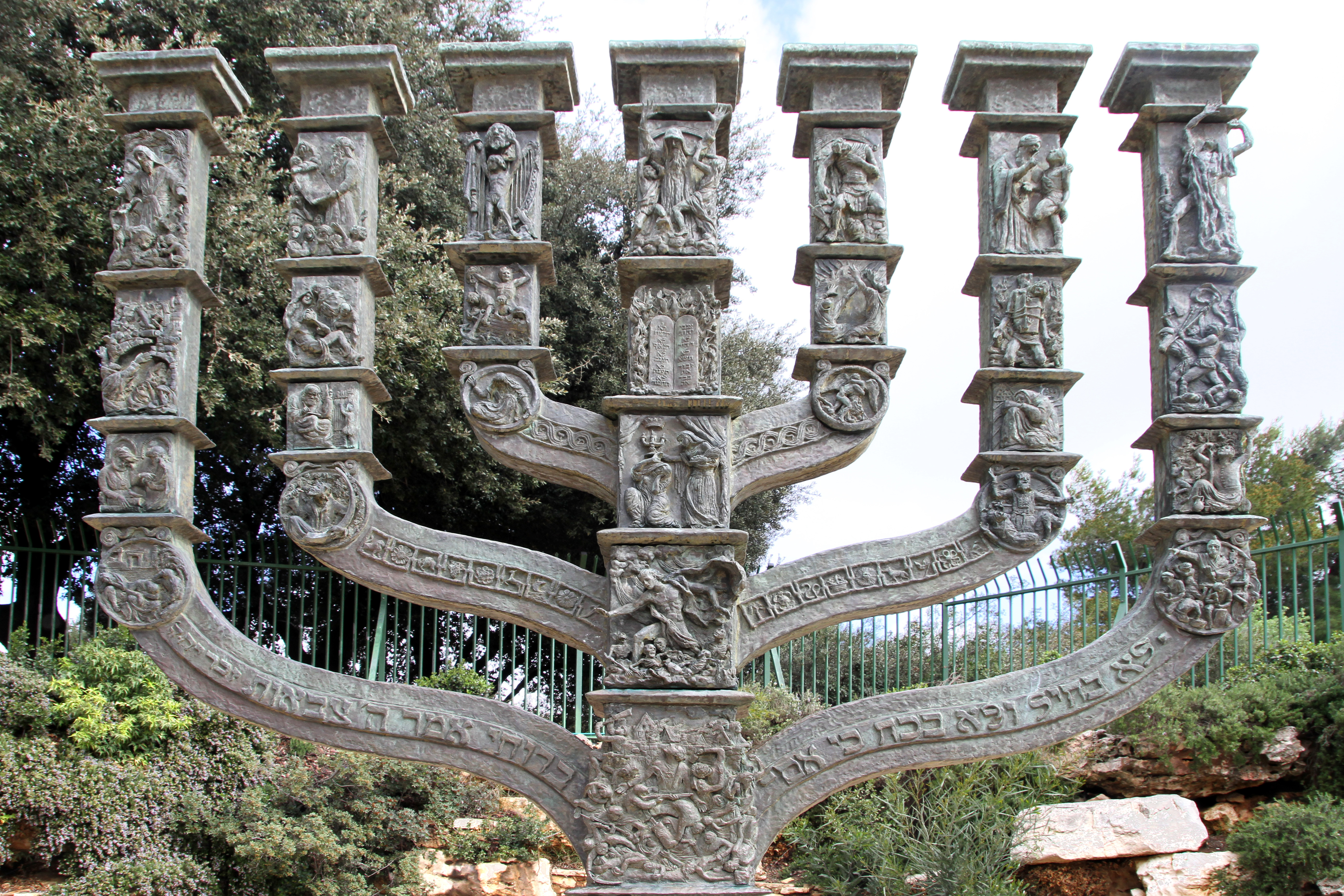
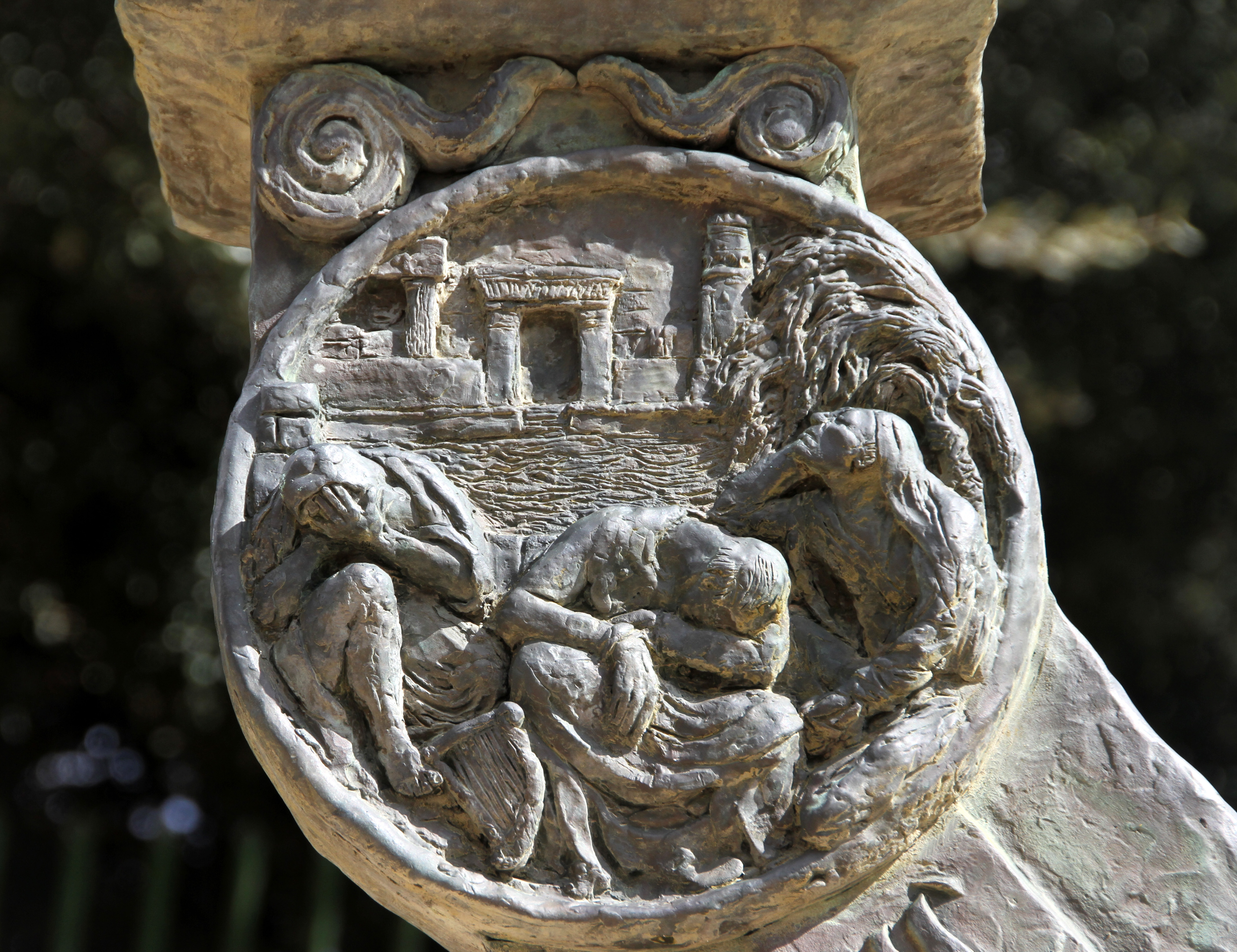
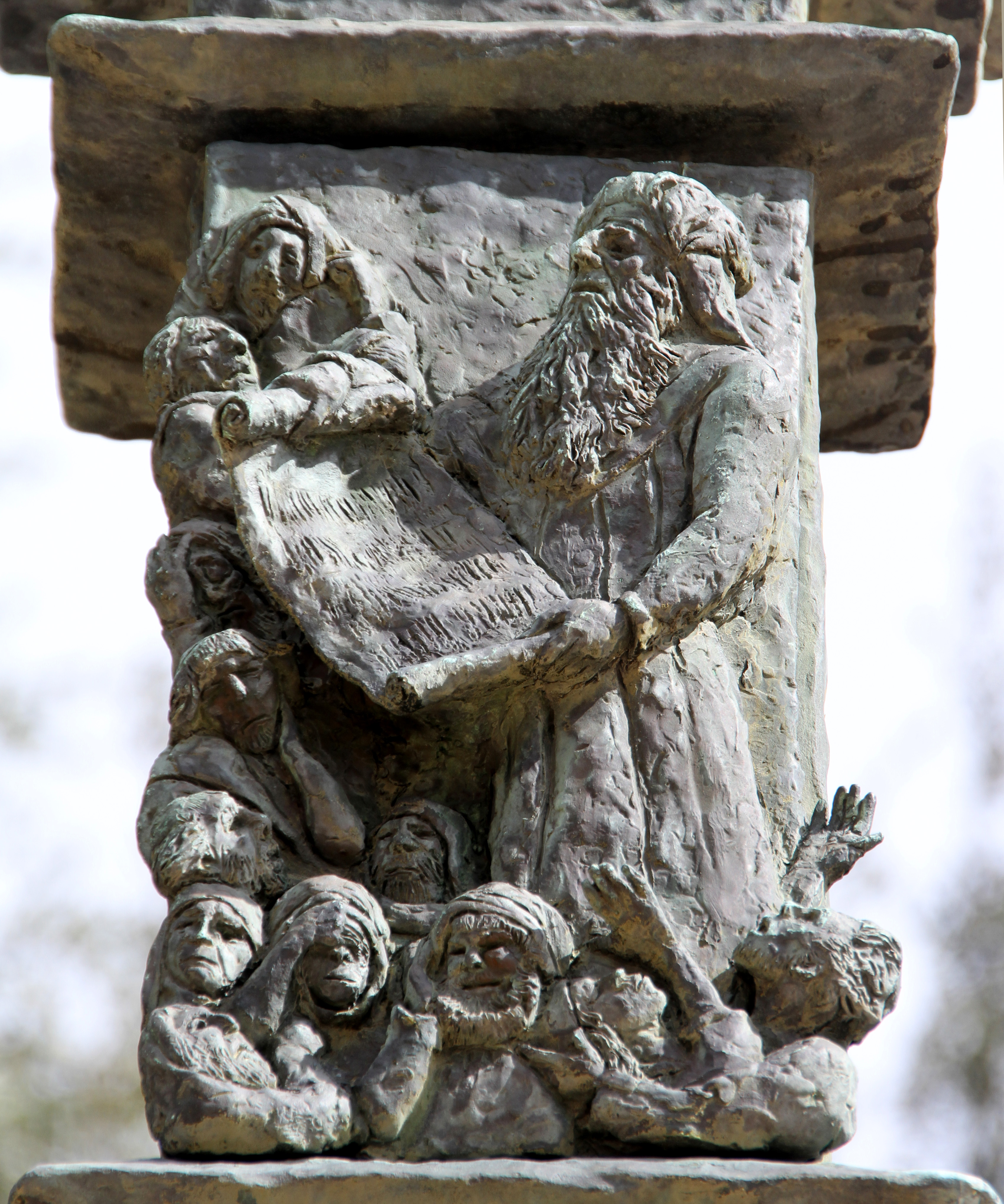
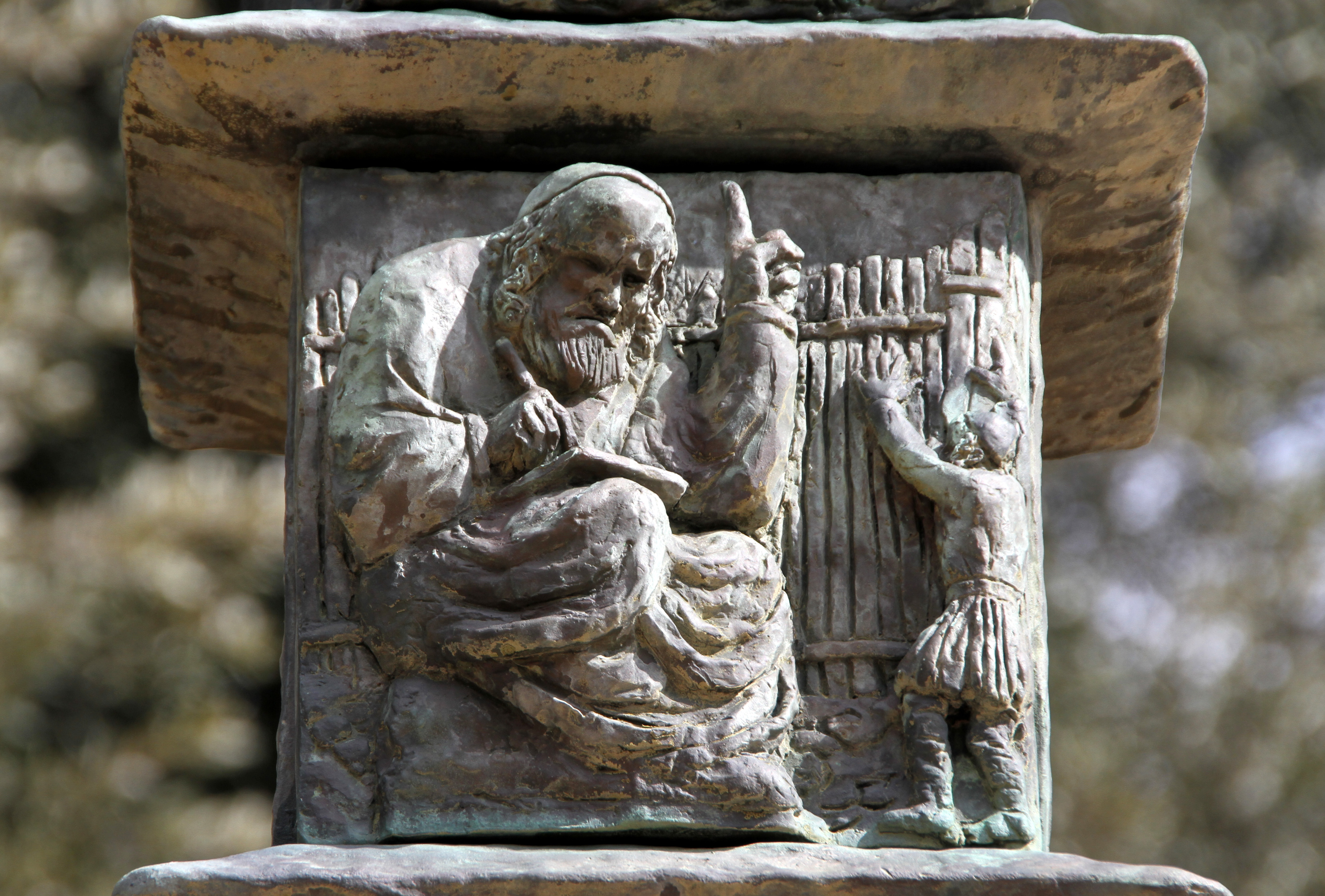
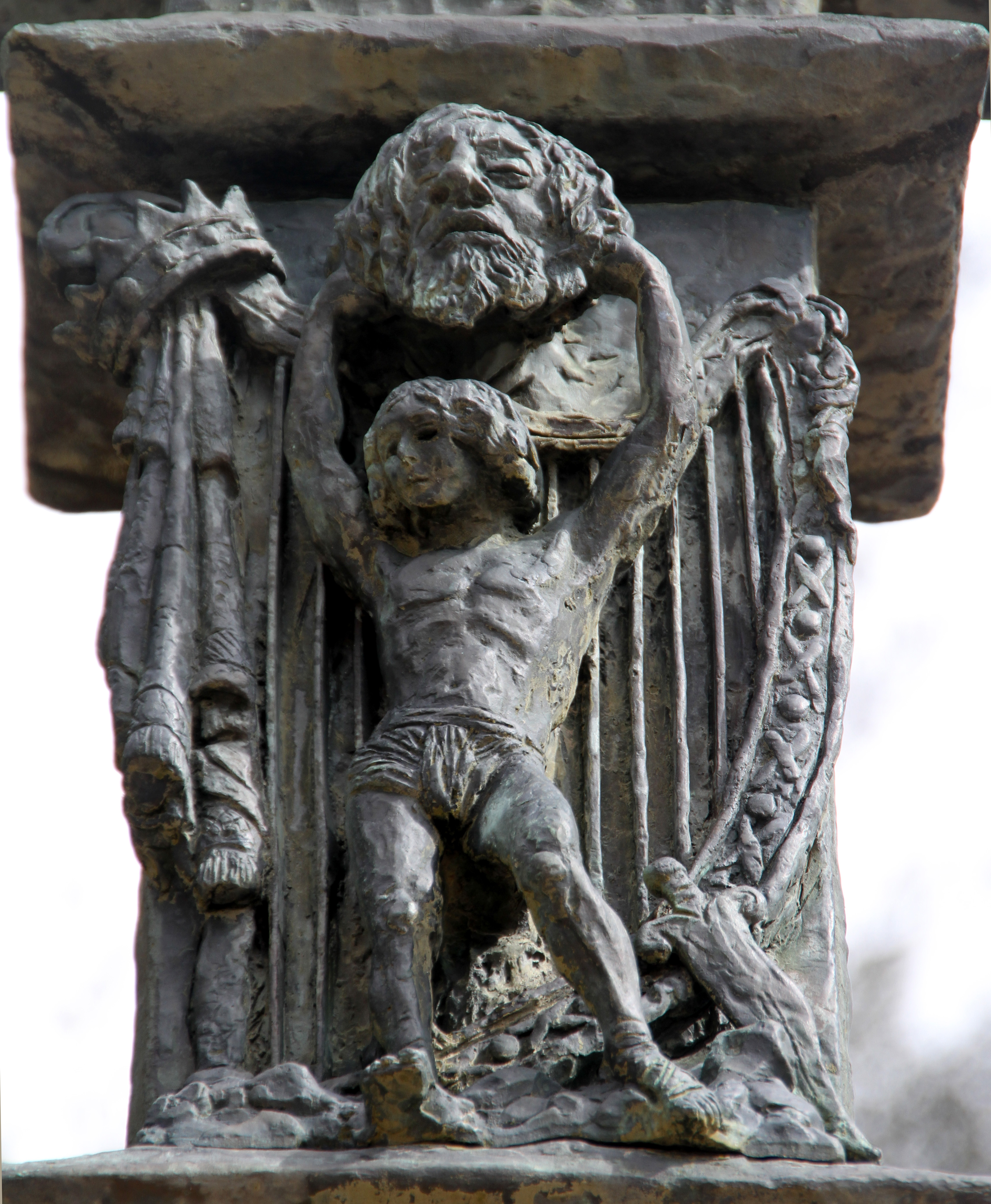
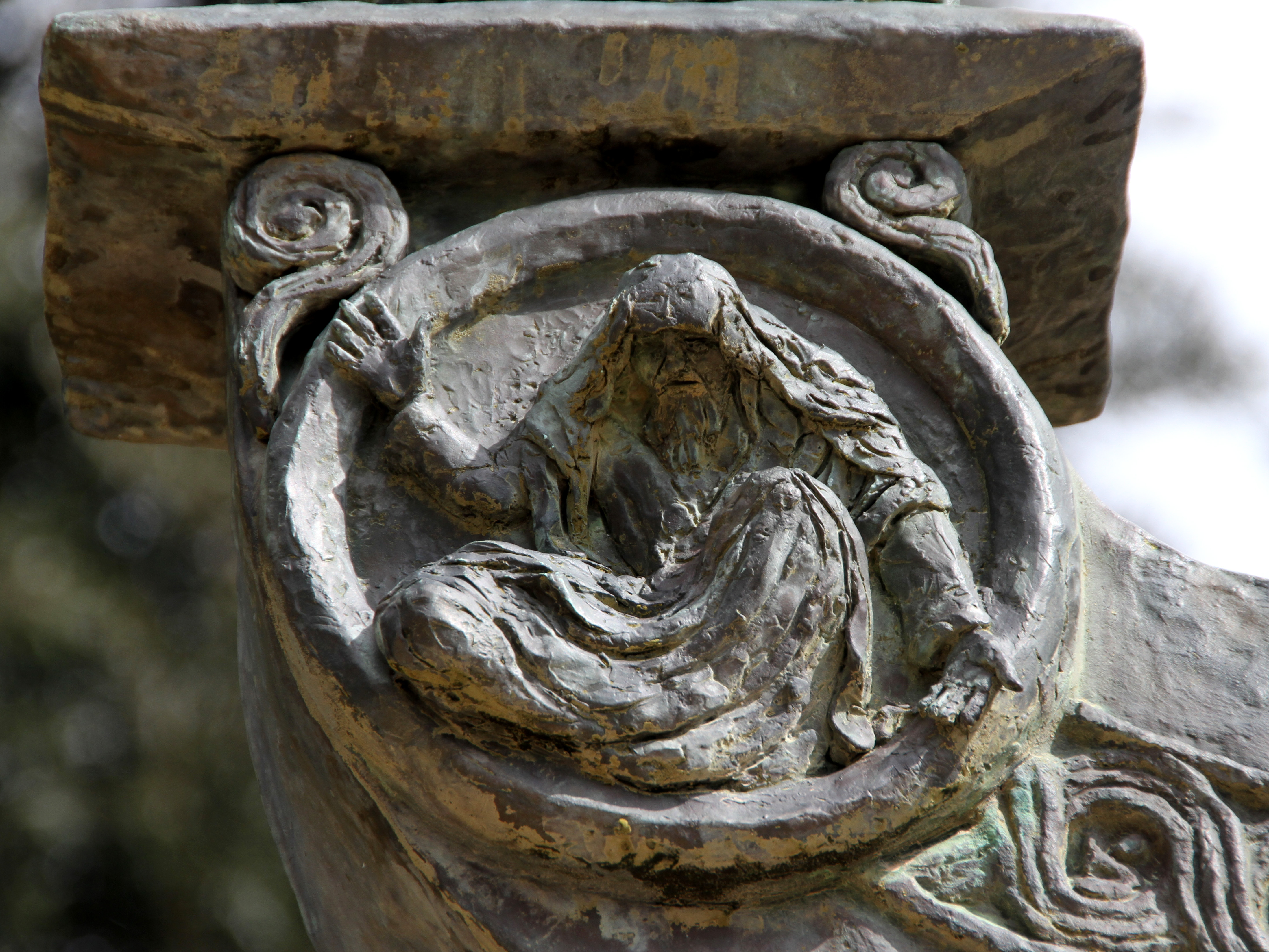
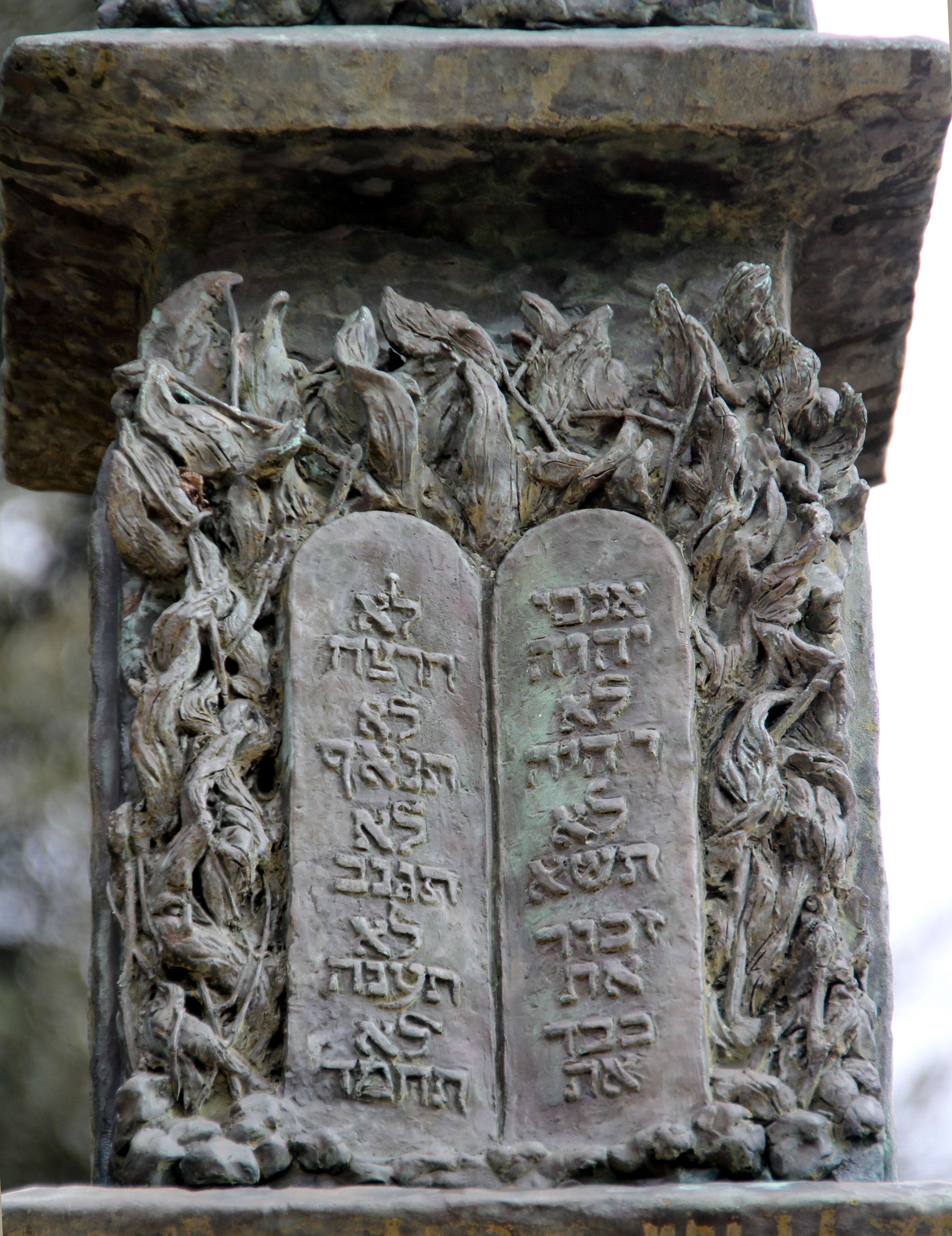
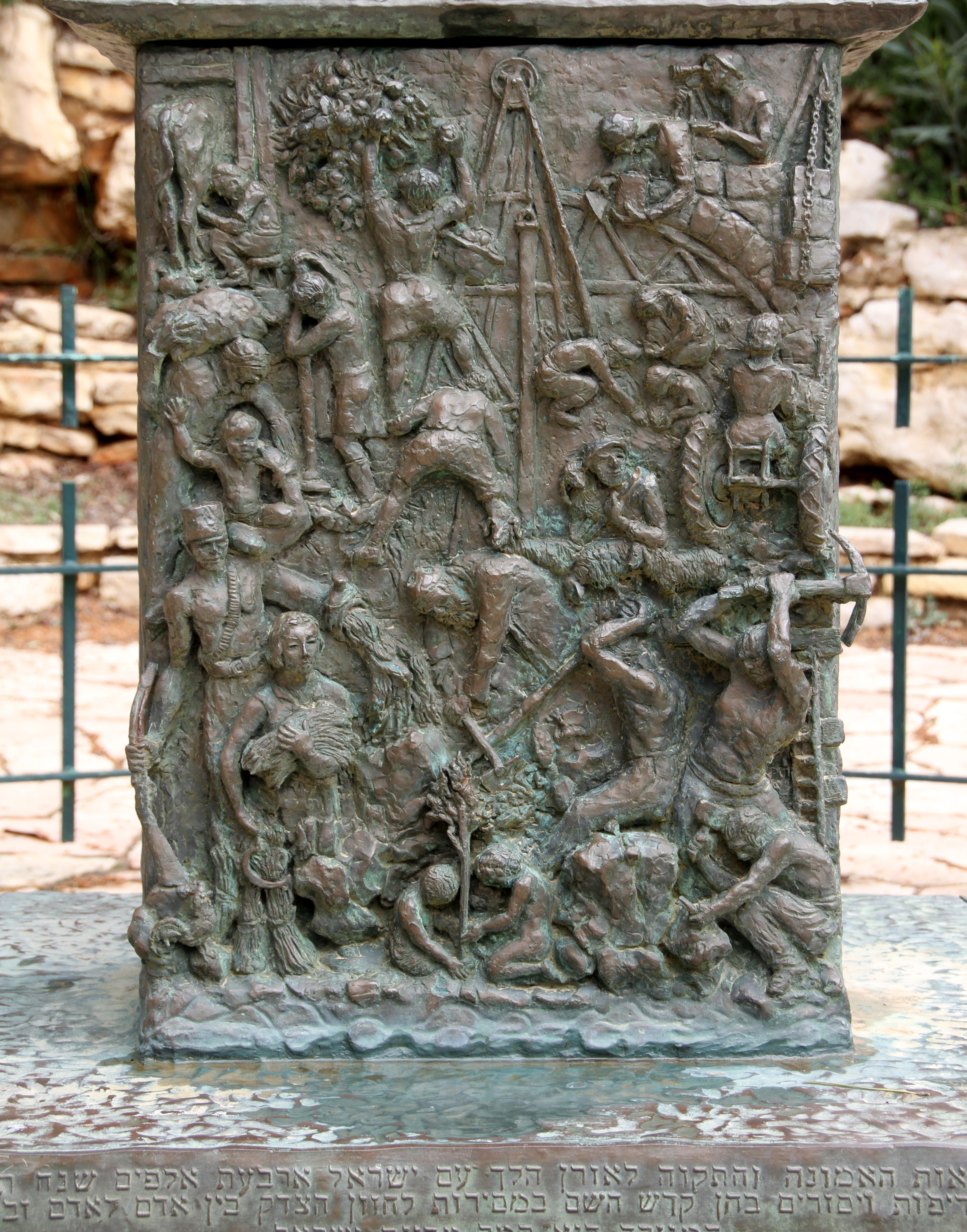
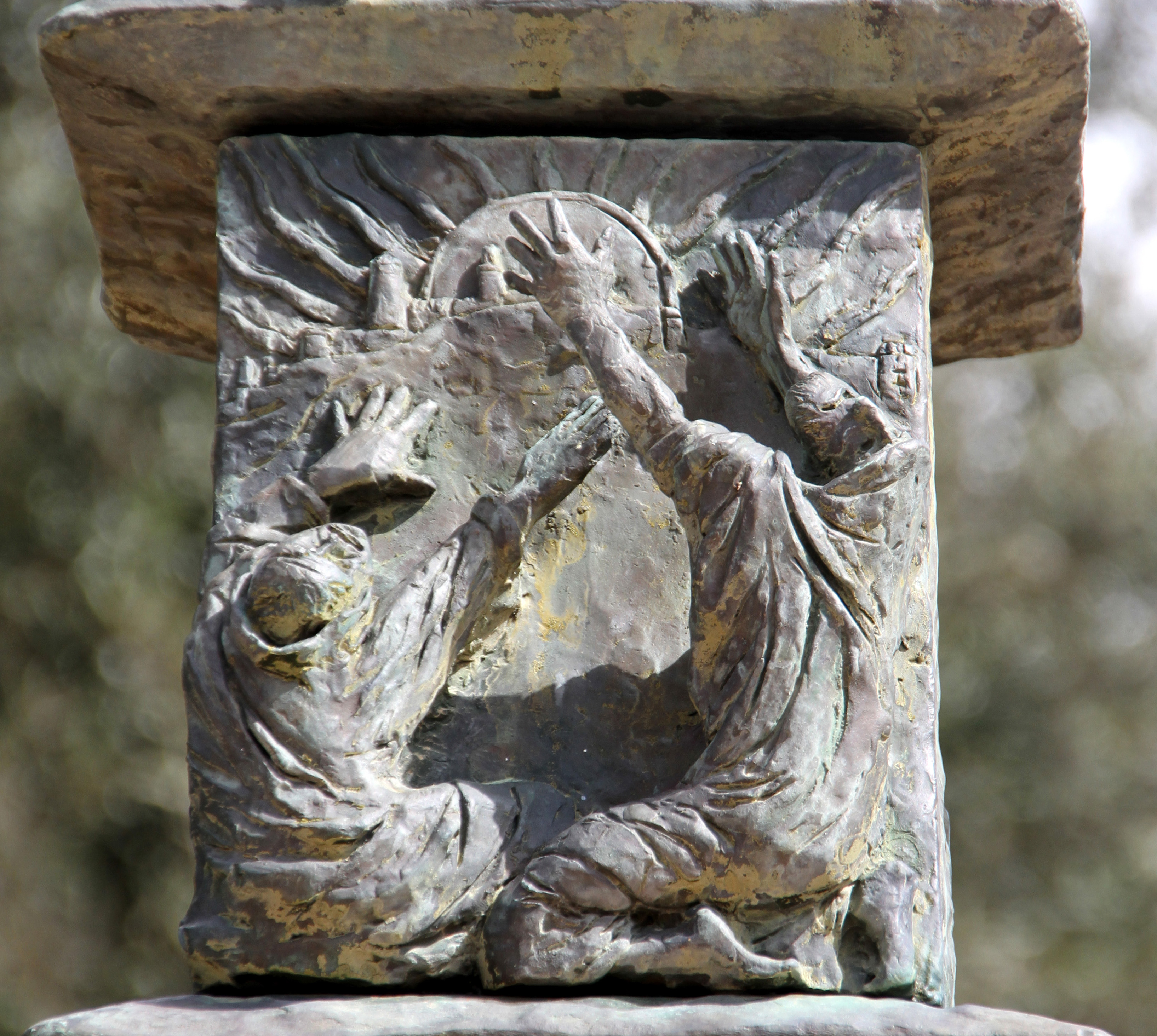
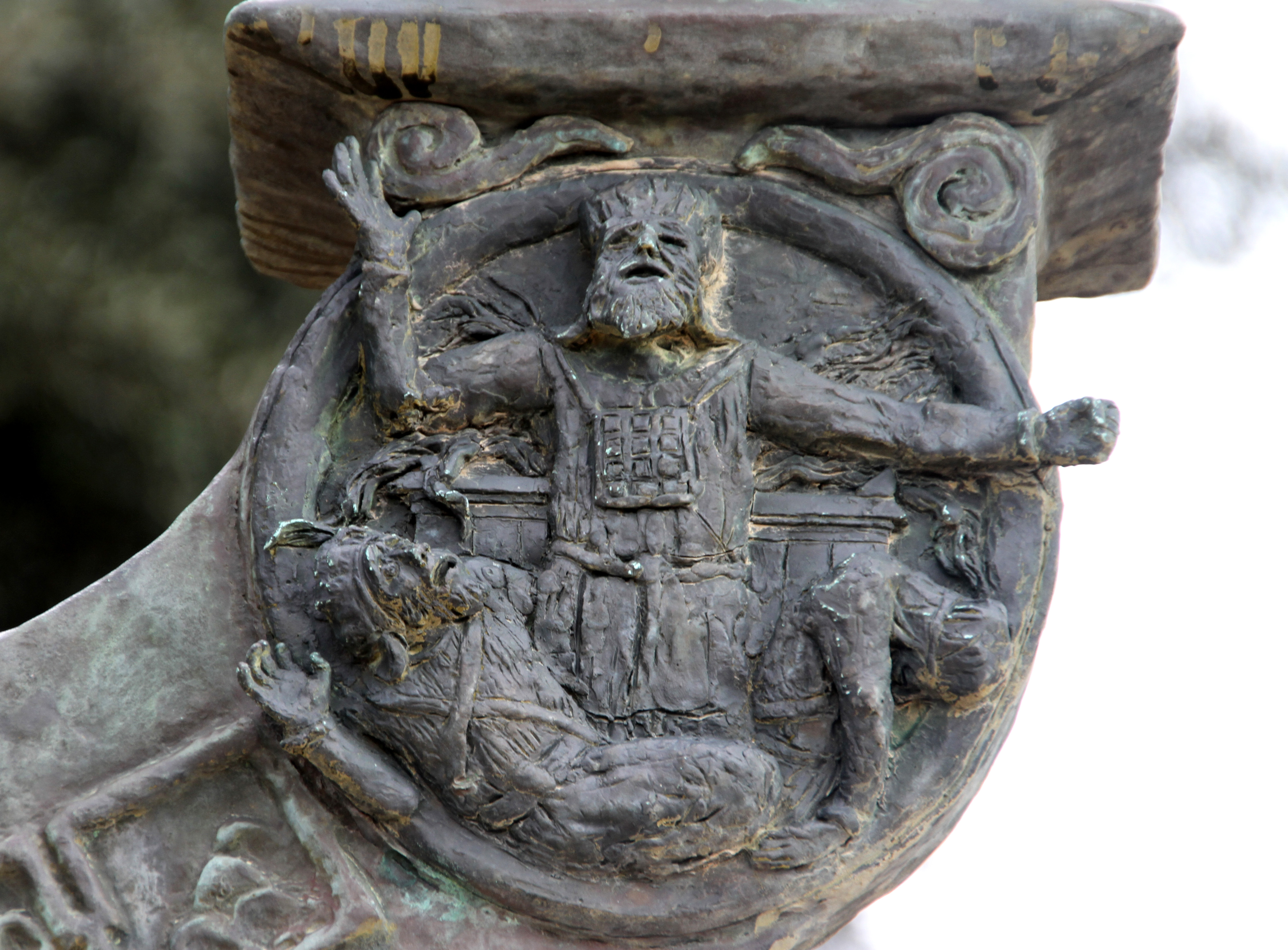

## للمزيد من المعلومات
- The Menorah—Official Symbol of the State of Israel
- Jerusalem Menorot
- Benko Alkan
- Naftali Arbel, Michael Ben Hanan: High Lights of Jewish History as Told By the Knesset Menorah., Israel Biblos Publishing House, 1972.
- Kenneth Romney Towndrow: Project for a Great Menorah I., The Sculptor Benno Elkan. in: The Menorah Journal Volume XXXVII, Spring 1949, No 2.